# Шиподзьоб лісовий
Шиподзьоб лісовий (Acanthiza inornata) — вид горобцеподібних птахів родини шиподзьобових (Acanthizidae). Ендемік Австралії. Мешкає на південному заході штату Західна Австралія, в лісі та чагарнику.